# Chris Parry
John Christopher Parry (n. Lower Hutt) é um baterista e empresário da Nova Zelândia. Chris foi baterista da banda The Fourmyula entre 1968 e 1970. Mudou-se para Londres em 1970 e em 1974 passou a trabalhar para a Phonogram. Entre 1974 e 1978, Parry foi caçador de talentos da Polydor. Entre outras bandas que descobriu destacam-se os The Jam e mais tarde os The Cure, que seriam a sua banda principal e que o levaria a criar a sua própria editora, embora ainda ligada à Polydor; a Fiction Records.